# Payday 3
Payday 3 (estilizado PAYDAY 3) es un juego de disparos en primera persona desarrollado por Overkill Software y Starbreeze Studios y publicado por Prime Matter. Es la tercera entrega de la serie de videojuegos Payday y una secuela de Payday 2. El juego fue lanzado el 21 de septiembre de 2023.

## Configuración
El juego tendrá lugar después del final de Payday 2, donde los atracadores se separaron y abandonaron sus vidas criminales, pero algo vuelve a motivar a Payday Gang a continuar con la criminalidad. El grupo original de personajes de Payday: The Heist ("Dallas", "Chains", "Wolf" y "Hoxton") aparecerán en Payday 3 y se desarrollará principalmente en Nueva York. A partir de teaser, se aprecia que una de las misiones tendrá lugar en el banco "Gold & Sharke Incorporated". Payday 3 tendrá lugar en la década de 2020, e intentará agregar más profundidad a los crímenes de Payday Gang con diferencias que cambiarán el juego, como una vigilancia más avanzada o el aumento de las criptomonedas.

## Desarrollo
En mayo de 2016 la editora Prime Matter anunció que Payday 3 estaba en desarrollo en Overkill Software, después de que Starbreeze adquiriera los derechos de propiedad intelectual por 30 millones de dólares. En marzo de 2021, Plaion (anteriormente Koch Media) se comprometió a pagar €50 millones de euros para ayudar en el desarrollo y la comercialización del juego, incluidos más de 18 meses de soporte posterior al lanzamiento utilizando el modelo de videojuego como servicio. Payday 3 está siendo desarrollado en Unreal Engine. El 1 de enero de 2023 se lanzó un avance titulado A New Criminal Dawn, que reveló su logotipo. Las versiones de consola también serán la misma versión que el juego en plataformas de PC, a diferencia de su predecesor. Overkill afirma que esto se debe a que el juego se creó con Unreal Engine. En junio de 2023, se anunció que el juego se lanzaría el 21 de septiembre de 2023.